# Edouard-Eugène Delgove
 (octobre 2020).
Edouard-Eugène Delgove né à Vacquerie (Somme), le 27 octobre 1815 et mort à Poix-de-Picardie (Somme), le 27 novembre 1881, plus connu sous le nom de l’abbé Delgove, était un prêtre du diocèse d'Amiens, historien picard du XIXe siècle.

## Biographie
Curé de Long, Edouard-Eugène Delgove fut également un historien local. Il s’intéressa particulièrement à l'histoire de Doullens. Il fut membre de la Société des antiquaires de Picardie.

## Publications
- Histoire de la ville de Doullens, Amiens, Mémoires de la Société des antiquaires de Picardie, Lemer aîné, 1865
- L'Abbaye du Gard, Amiens, Mémoires de la Société des antiquaires de Picardie, Lemer aîné, 1866
- Notice sur Long et Longpré-les-Corps-Saints et leur commune seigneurie, Amiens, Veuve Herment, 1860
- Poix et ses seigneurs, Amiens, Mémoires de la Société des antiquaires de Picardie, imprimerie Douillet, 1866